# Annaeus Serenus
Annaeus Serenus, död år 62 eller 63 e.Kr., var en romersk politiker och ämbetsman. Han var praefectus vigilum, det vill säga prefekt för vigiles (brandkåren och ordningsmakten), under kejsar Nero. Serenus var nära vän till Seneca. Senecas text Om själens lugn (De tranquillitate animi) är utformad som ett brev till Serenus.